# Бестужево (Архангельская область)
Бестужево — село в Устьянском районе Архангельской области.

## География
Находится в южной части Архангельской области на расстоянии приблизительно 69 км на север-северо-восток по прямой от административного центра района поселка Октябрьский на правом берегу реки Устья.

## История
История села начинается ориентировочно пять веков назад. В 1859 году здесь (село Вельского уезда Вологодской губернии) было учтено 39 дворов. До 2022 года являлось административным центром Бестужевского сельского поселения до его упразднения. В селе существовал ныне утраченный комплекс церквей.

## Население
Численность населения: 218 человек (1859 год), 303 (русские 97 %) в 2002 году, 241 в 2010.